# Maomé III de Córdova
Maomé III de Córdova (em árabe: محمد بن عبد الرحمن بن عبيد الله; romaniz.: Muhammad ibn 'Abd ar-Rahman bin 'Ubayd Allah), dito al-Mustakfi (em árabe: المستكفي), foi um califa de Córdova, da dinastia omíada. Ele reinou após a morte de Abderramão V, entre 1024 e 1025, quando a população de Córdova se revoltou contra ele e o forçou a fugir da cidade. Acredita-se que ele tenha sido envenenado aos 50 anos de idade. 

## História
Ele era filho de Abederramão, filho de Ubaide Alá, um dos filhos de Abderramão III e, assim como seus antecessores, era bisneto do primeiro califa.
Foi eleito em 17 de janeiro de 1024 pelos amotinados de uma das diversas revoltas que assolavam Córdova na época. Adotou o título (laqaq) de "al-Mustakfi bi-llah" ("O que se satisfaz com Alá") e, imediatamente, mandou executar seu antecessor e primo Abderramão V.
Péssimo governante, adotou medidas arbitrárias e cruéis que o afastaram do apoio popular. Assim, em 1025, quando teve notícias que Iáia Almotali, um de seus predecessores no trono, estava organizando um exército para tomar Córdova, decidiu fugir disfarçado de mulher até a Marca Superior, uma zona de fronteira com a capital em Saragoça. Porém, antes de chegar lá foi assassinado em Uclés, em Cuenca. 
Ele foi o pai da famosa poeta Ualada binte Almostacfi, filha da escrava cristã Amin'am.